# Monolepta quinquepunctata
Monolepta quinquepunctata es una especie de insecto coleóptero de la familia Chrysomelidae.
Fue descrita científicamente en 1940 por Laboissiere.